# マスゴミ
マスゴミとは、マスメディアを中心としたマスコミを批判的に扱う際に用いられる蔑称であり、インターネットスラングとされることもあるが、用例はインターネットが普及する前の1950年代から存在する（後述）。

## 概要
テレビや新聞・雑誌・ニュースサイト、ポータルサイトなどを中心とするマスコミを批判的に表現する際の用語で、特に影響力が大きい在京の報道機関（特に大手キー局・全国紙）を批判する際に使用される用語で、「マスコミ」と「ゴミ」をかけ合わせた言葉。「マズい」と「ゴミ」をかけ合わせて「マズゴミ」、あるいは「カス」と「ゴミ」をかけ合わせて「カスゴミ」とも呼ばれる。
韓国では、同じ発想で作られた「キレギ（朝鮮語: 기레기）」という言葉がある。記者（朝鮮語でキジャ、기자）とゴミ（朝鮮語でスレギ、쓰레기）を合わせた単語である。
英語圏では、政治家や世論調査会社、報道機関が、自分たちの都合の良いように意図的に情報を流すことを「スピン」と呼ぶ。そして「スピン」の技法に長けた者を「スピンドクター」という蔑称で呼ぶ。

## 歴史・用例
「マスゴミ」という蔑称はインターネットスラングとしての成立以前から存在している。
古くは1957年の雑誌に「マスゴミ」や「マス・ゴミ（塵芥）ニケイション」という表現が使われている。
フィクション作品では、1966年の大映映画『野良犬』において、田宮二郎演じる主人公・鴨居大介が「お前らマスコミやないわい、マスゴミじゃ!」と激怒する場面が存在する。
テレビ放送では、1992年の第16回参議院議員通常選挙の際にNHKで放送された政見放送で、同選挙の立候補者である東郷健が「ソ連が崩壊したことをマスコミじゃなしにマスゴミは資本主義の勝利で社会主義の敗北だと、バカなことを言っていますが…」と演説した。